# Trzebież (gromada)
Trzebież – dawna gromada, czyli najmniejsza jednostka podziału terytorialnego Polskiej Rzeczypospolitej Ludowej w latach 1954–1972.
Gromady, z gromadzkimi radami narodowymi (GRN) jako organami władzy najniższego stopnia na wsi, funkcjonowały od reformy reorganizującej administrację wiejską przeprowadzonej jesienią 1954 do momentu ich zniesienia z dniem 1 stycznia 1973, tym samym wypierając organizację gminną w latach 1954–1972.
Gromadę Trzebież z siedzibą GRN w Trzebieży utworzono – jako jedną z 8759 gromad na obszarze Polski – w powiecie szczecińskim w woj. szczecińskim na mocy uchwały nr V/51/54 WRN w Szczecinie z dnia 5 października 1954. W skład jednostki wszedł obszar dotychczasowej gromady Trzebież ze zniesionej gminy Jasienica w tymże powiecie. Dla gromady ustalono 12 członków gromadzkiej rady narodowej.
31 grudnia 1959 z gromady Trzebież wyłączono: a) północno-zachodnią część wód Zalewu Szczecińskiego o powierzchni 11.210 ha, włączając ją do gromady Brzózki; oraz b) południowo-zachodnią część wód Zalewu Szczecińskiego o powierzchni 375 ha, włączając ją do gromady Jasienica – w tymże powiecie, po czym gromadę Trzebież zniesiono w związku z nadaniem jej statusu osiedla.
1 stycznia 1973, w związku z kolejną reformą gminną, Trzebież utraciła status osiedla, stając się siedzibą utworzonej w powiecie szczecińskim gminy Trzebież, obejmującej sołectwa Dębostrów (Dębostrów, Stary Dębostrów, Turznica), Drogoradz (Drogoradz, Karpin, Nowa Jasienica), Niekłończyca (Niekłończyca), Trzebież (Mazańczyce, Pienice, Trzebież), Uniemyśl (Uniemyśl) i Wieńkowo (Gubice, Wieńkowo). Gminę Trzebież zniesiono już 2 lipca 1976.